# さべあのま
さべあ のま（1956年 - ）は、日本の女性漫画家、イラストレーター。

## 略歴
大阪府に生まれ、東京に育つ。高校時代から同人活動を始め、同人誌『楽書館』などに作品を発表。
1978年『Peke』（みのり書房）に掲載された「帰郷」で商業誌デビュー。1980年代の「ニューウェーブ」作家の一人と目された。
代表作に『モト子せんせいの場合』（1988年にTBS系『ドラマ23』にてテレビドラマ化された）、『ライトブルーペイジ』など。
『月刊おひさま』（小学館）連載の『スージーちゃんとマービー』は1999年にNHK教育にてアニメ化されている。
近年はおもにイラストレーターとして活動。
漫画家・イラストレーターの高野文子とはデビュー前から親交があり、デビュー初期には同じく『楽書館』で活動していた高野と互いの絵柄の類似が指摘されていた。
実際にお互いの原稿を手伝っていたこともあるという（おしぐちたかし『漫画魂』より）。さべあの『はにほへといろは』巻末には高野との対談形式のイラストエッセイが収録されている。

## 作品リスト
- 「ライトブルーペイジ」
- 「モト子せんせいの場合」
- 「地球の午后三時」
- 「さべあのま キラキラヒカルYume」
- 「はにほへといろは」
- 「さべあぶらんど」
- 「ネバーランド物語」
- 「ギジェット」
- 「マービー」
- 「懐しい贈りもの」
- 「スージーちゃんとマービー」

## 単行本
- 『ライトブルーペイジ』（奇想天外社、奇想天外コミックス） 1980年5月
- 『モト子せんせいの場合』（主婦の友社、GLコミックス） 1982年1月
- 『地球の午后三時』（朝日ソノラマ、サンコミックス、ストロベリー・シリーズ） 1982年11月　ISBN 4-257-91713-X
- 『さべあのま キラキラヒカルYume』（サンリオ） 1983年4月 全国書誌番号:83048557
- 『はにほへといろは』（白泉社、ジェッツコミックス） 1984年1月　ISBN 4592130278
- 『さべあぶらんど』（朝日ソノラマ） 1985年9月　ISBN 4-257-90064-4
- 『ネバーランド物語』（綺譚社） 1987年1月　全国書誌番号:87030262
- 『ギジェット』（白泉社、ジェッツコミックス） 1988年11月　ISBN 4592131258
- 『マービー』（白泉社、ジェッツコミックス） 1988年12月　ISBN 4592131274
- 『懐しい贈りもの』（新潮社） 1990年12月　ISBN 4-10-603021-7
- 『スージーちゃんとマービー』全5巻（小学館）
  1. 1999年5日　ISBN 4-09-727421-X
  2. 1999年8月　ISBN 4-09-727422-8
  3. 1999年11月　ISBN 4-09-727423-6
  4. 2000年4月　ISBN 4-09-727425-2
  5. 2002年1月　ISBN 4-09-727439-2
- 「さべあのま全集」全6巻 （メディアファクトリー、MF文庫）
  1. 『モト子せんせいの場合』 2003年12月　ISBN 4-8401-1005-0
  2. 『地球の午后三時』 2004年1月　ISBN 4-8401-1016-6
  3. 『はにほへといろは』 2004年2月　ISBN 4-8401-1026-3
  4. 『ネバーランド物語』 2004年3月　ISBN 4-8401-1039-5
  5. 『マービーとギジェット』2004年4月　ISBN 4-8401-1059-X
  6. 『ライトブルーペイジ』 2004年5月　ISBN 4-8401-1078-6